# سورة الزمر
سُورَةُ الزُّمَر سورة مكية إلا الآيات 52 حتى 54 فهي مدنية، السورة من المثاني، آياتها 75، وترتيبها في المصحف 39، في الجزء الثالث والعشرين، نزلت بعد سورة سبأ.

## فضل السورة
- كان النبي يقرأها قبل أن ينام: روى الترمذي عن عَائِشَة قالت: «كَانَ النَّبِيُّ ﷺ لَا يَنَامُ حَتَّى يَقْرَأَ الزُّمَرَ، وَبَنِي إِسْرَائِيلَ».[2][3]

## أسباب النزول
أسباب نزول الآية (3) 
ورد في كتاب أسباب النزول للسيوطي في الآية الثالثة وهي: ﴿والذين اتخذوا …﴾ [الزمر:3] الآية.
عن ابن عباس في هذه الآية، قال: أنزلت في ثلاثة أحياء:عامر، وكنانة، وبني سلمة، كانوا يعبدون الأوثان، ويقولون: الملائكة بناته، فقالوا: ﴿ما نعبدهم إلا ليقربونا إلى الله زلفى﴾ [الزمر:3].
 أسباب نزول الآية (9) 
وهي: ﴿أمّن هو قانت آناء الليل …﴾ [الزمر:9] الآية.
أخرج ابن أبي حاتم، عن ابن عمر في قول الله: ﴿أمّن هو قانت …﴾ [الزمر:9] الآية، قال: نزلت في عثمان بن عفان.
وأخرج ابن سعد من طريق الكلبي عن أبي صالح عن ابن عباس، قال: نزلت في عمار بن ياسر.
وأخرج جويبر، عن ابن عباس قال: نزلت في ابن مسعود، وعمار بن ياسر، وسالم مولى أبى حذيفة.
وأخرج جويبر، عن عكرمة قال: نزلت في عمار بن ياسر.
 أسباب نزول الآية (17) 
وهي: ﴿فبشر عباد …﴾ [الزمر:17] الآية.
أخرج جويبر بسنده، عن جابر بن عبد الله، قال: لما نزلت ﴿لها سبعة أبواب …﴾ [الحجر:44] الآية، أتى رجل من الأنصار إلى النبى ﷺ فقال:يا رسول الله إن لى سبعة مماليك، وإني أعتقت لكل باب منها مملوكاً، فنزلت فيه هذه الآية ﴿فبشر عباد الذين يستمعون القول فيتبعون أحسنه﴾.
قول الله: ﴿والذين اجتنبوا الطاغوت …﴾ [الزمر:17] الآية.
أخرج ابن أبي حاتم، عن زيد بن أسلم أن هذه الآية نزلت في ثلاثة نفر كانوا في الجاهلية يقولون لا إله إلا الله: زيد بن عمرو بن نفيل، وأبى ذر الغفارى، وسلمان الفارسي.
 أسباب نزول الآية (23)
وهي: ﴿الله نزل …﴾ [الزمر:23] الآية.
روى الحاكم وغيره، عن سعد بن أبى وقاص، قال: أنزل على النبى ﷺ القرآن، فتلاه عليهم زمانا، فقالوا: يا رسول الله، لو حدثتنا، فنزل ﴿الله نزل أحسن الحديث …﴾ [الزمر:23] الآية.
زاد ابن أبي حاتم: فقالوا: يا رسول الله، لو ذكرتنا، فأنزل الله: ﴿ألم يأن للذين آمنوا أن تخشع قلوبهم …﴾ [الحديد:16] الآية.
وأخرج ابن جرير، عن ابن عباس قال: قالوا: يا رسول الله لو قصصت علينا، فنزل ﴿نحن نقص عليك أحسن القصص﴾ [يوسف:3].
أخرج ابن مردويه عن ابن مسعود مثله.
أسباب نزول الآية (36)
وهي: ﴿ويخوفونك …﴾ [الزمر:36] الآية.
أخرج عبد الرزاق، عن معمر قال: قال لي رجل: قالوا للنبي ﷺ: لتكفن عن شتم آلهتنا أو لنأمرنها لتخبلنك، فنزلت ﴿ويخوفونك بالذين من دونه …﴾ [الزمر:36] الآية.
أسباب نزول الآية (45)
وهي: ﴿وإذا ذكر الله …﴾ [الزمر:45] الآية.
أخرج ابن المنذر، عن مجاهد: أنها نزلت في قراءة النبي ﷺ (سورة النجم) عند الكعبة، وفرحهم عند ذكر الآلهة.
أسباب نزول الآية (53)
وهي: ﴿قل يعبادى الذين أسرفوا﴾ [الزمر:53].
عن ابن عباس: أن أناسا من أهل الشرك قتلوا فأكثروا، وزنوا فأكثروا، ثم أتوا النبي فقالوا: إن الذي تقول وتدعو إليه لحسن لو تخبرنا أن لما عملنا كفارة، فنزلت هذه الآية. أخرجه البخاري ومسلم.

## عن السورة
هذه السورة تكاد تكون مقصورة على قضية التوحيد. وهي تطوف في القلب البشري في جولات متعاقبة، وتوقع على أوتاره إيقاعات متلاحقة، وتهزه هزاً عميقاً متواصلاً لتطبع فيه حقيقة التوحيد وتمكنها، وتنفي عنه كل شبهة وكل ظل يشوب هذه الحقيقة. ومن تم فهي ذات موضوع واحد من بدائها إلى ختامها، يعرض في صور شتي. ومنذ افتتاح السورة تبرز هذه القضية الواحدة التي تكاد تقتصر السورة على علاجها ﴿إِنَّا أَنزَلۡنَا إِلَیۡكَ ٱلۡكِتَـٰبَ بِٱلۡحَقِّ فَٱعۡبُدِ ٱللَّهَ مُخۡلِصاً لَّهُ ٱلدِّینَ (٢) أَلَا لِلَّهِ ٱلدِّینُ ٱلۡخَالِصُ … (٣)﴾ [الزمر:2-3] وقوله: ﴿قل إني أمرت أن أعبد الله مخلصاً له الدين﴾ [الزمر:11] وقوله: ﴿أليس الله بكاف عبده﴾ [الزمر:36].
وإلى جانب التوحيد التي تعالج السورة أن تطبعها في القلب، نجد في السورة توجيهات لايقاظ هذا القلب وإثارة حساسيته كقوله: ﴿فبشر عباد *الذين يستمعون القول فيتبعون أحسنه﴾.
وهناك ظاهرة في جو السورة...أن ظل الآخرة يجللها من أولها إلى آخرها، وتتلاحق مشاهد يوم القيامة في كل مقطع من مقاطعها كقوله: ﴿أمَّن هو قانت آناء الليل ساجداً وقائماً يحذر الآخرة ويرجو رحمت ربه﴾ [الزمر:9]. وقوله: ﴿أفمن يتقي بوجهه سوء العذاب يوم القيامة﴾ [الزمر:24].
أما المشاهد الكونية فهي قليلة في هذه السورة. هنالك مشهد كوني يرد في مطلعها: ﴿خَلَقَ السَّمَاوَاتِ وَالْأَرْضَ بِالْحَقِّ يُكَوِّرُ اللَّيْلَ عَلَى النَّهَارِ وَيُكَوِّرُ النَّهَارَ عَلَى اللَّيْلِ وَسَخَّرَ الشَّمْسَ وَالْقَمَرَ كُلٌّ يَجْرِي لِأَجَلٍ مُسَمًّى أَلَا هُوَ الْعَزِيزُ الْغَفَّارُ ۝٥﴾ [الزمر:5]. ومشهد آخر في وسطها: ﴿ألم تر أن الله أنزل من السماء ماء فسلكه ينابيع في الأرض﴾ [الزمر:21].
كذلك تتضمن السورة لمسات من واقع البشر، وفي أغوار نفوسهم، ويرد في مطلعها عن نشأة البشرية: ﴿خلقكم من نفس واحدة﴾ [الزمر:6]. ويرد عن طبيعة البشرية في الضراء والسراء: ﴿وإذا مس الإنسان ضر دعا ربه منيباً إليه، ثم إذا خوله نعمة منه نسي ما كان يدعو إليه من قبل﴾ [الزمر:8]. ويرد في السورة أنفس البشر في قبضة الله في كل حاله: ﴿الله يتوفى الأنفس حين موتها والتي لم تمت في منامها، فيمسك التي قضى عليها الموت ويرسل الأخرى إلى أجل مسمى﴾ [الزمر:42].
هذا الظل يتناسق مع السورة، ولون اللمسات التي تأخد القلب بها. فهي أقرب إلى جو الخشية والخوف والفزع والارتعاش، نجد هذا في صورة القانت آناء الليل ساجداً وقائماً يحذر الآخرة وفي صورة الذين تقشعر جلودهم وتلين قلوبهم لذكر الله.ونجده في التوجيه إلى التقوى والتخويف من العذاب: ﴿قل ياعباد الذين آمنوا اتقوا ربكم﴾ [الزمر:10]. ونجده في مشاهد يوم القيامة وما فيها من فزع ومن خشية ومن إنابه وخشوع.

## وصلات خارجية
- سورة الزمر: تجويد-تفسير - موقع Altafsir.com